# Claude-Sébastien Hugard de la Tour
Claude-Sébastien Hugard de la Tour (Cluses, april 1818 - Parijs, 1886) was een Franse kunstschilder en aquarellist.

## Biografie

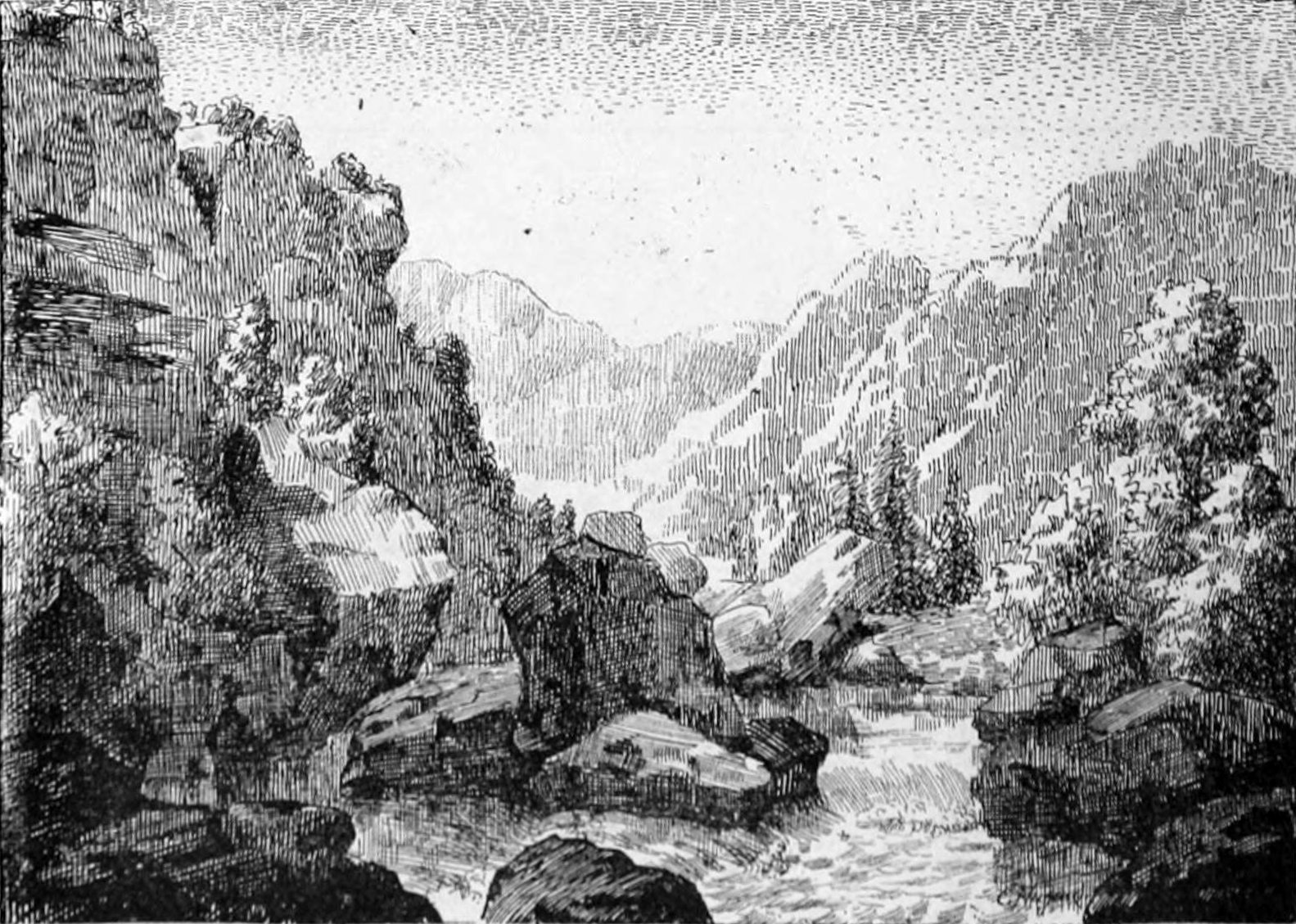
Dans les gorges de la Drance.

Hij leerde schilderen bij Alexandre Calame in Genève, en vervolgens bij François Diday. Zij waren bekende Zwitserse landschapschilders uit de Romantische School. 
Hij vond inspiratie voor zijn schilderijen in weidse landschappen uit de Franse Alpen, maar hij schilderde ook in Normandië, Brie en in de Pyreneeën en later in de omgeving van Parijs.
Zodra hij kwam wonen in Parijs had hij vlug veel succes. Hij nam deel aan het Salon van Parijs van 1844 tot 1880. Hij bekwam de medaille derde klas in 1844 en de medaille tweede klas in 1846. Hierop kocht de Franse regering veel van zijn werken op.
Zijn werken zijn vertegenwoordigd in verschillende Franse, meestal lokale musea: Annecy, Aurillac, Bagnères de Bigorre, Béziers en Chambéry.